# Tortriculladia belliferens
Tortriculladia belliferens là một loài bướm đêm trong họ Crambidae.